# (1012) Sarema
(1012) Sarema – planetoida z pasa głównego asteroid okrążająca Słońce w ciągu 3 lat i 332 dni w średniej odległości 2,48 au. Została odkryta 12 stycznia 1924 roku w Landessternwarte Heidelberg-Königstuhl w Heidelbergu przez Karla Reinmutha. Nazwa planetoidy pochodzi od Saremy, bohaterki poematu Aleksandra Puszkina. Przed jej nadaniem planetoida nosiła oznaczenie tymczasowe (1012) 1924 PM.